# Aphanopodinae
Los afanopodinos (Aphanopodinae) son una subfamilia de peces teleósteos de la orden de los Perciformes, suborden de los Scombroidei, una de las tres en las que se subdivide la familia de los Trichiuridae.

## Clasificación
La subfamilia comprende tan sólo dos géneros:
Subfamilia Aphanopodinae
- Género Aphanopus Lowe, 1839
- Género Benthodesmus Goode & Bean, 1882

### Otros artículos
- Perciformes
- Scombroidei
- Trichiuridae